# Annelise Vömel
Annelise Vömel (* 10. November 1924 in Bad Homburg vor der Höhe; † 25. November 1991 in Selters/Landkreis Limburg-Weilburg) war eine deutsche Pflanzenbauwissenschaftlerin. Ihr Forschungsschwerpunkt lag auf den Gebieten des Arznei- und Gewürzpflanzenbaus.

## Leben
Annelise Vömel studierte von 1947 bis 1950 Agrarwissenschaften in Gießen. Nach ihrem Diplomexamen wurde sie Leiterin der Gefäßversuchsstation Rauischholzhausen des Instituts für Pflanzenbau und Pflanzenzüchtung der Universität Gießen. 1955 promovierte sie mit einer Arbeit über die Ertragsbildung von Lupinen. Sie blieb in Gießen und beschäftigte sich in den folgenden Jahren mit Fragen der Nährstoffverlagerung in Ackerböden. Mit den Ergebnissen ihrer in Lysimetern durchgeführten Versuche habilitierte sie sich 1968. Sie erhielt die Venia legendi für die Fachgebiete Pflanzenbau und Pflanzenzüchtung. 1971 wurde sie zur Professorin ernannt. Seitdem widmete sie sich dem Arznei- und Gewürzpflanzenbau. Sie hat dieses Lehr- und Forschungsgebiet an der Universität Gießen fest etabliert.

## Wichtigste Publikationen
- Wachstumsverlauf, Entwicklung und Kornertragsbildung der Weißen Süßlupine (Lupinus albus L.) in Abhängigkeit von klimatischen Faktoren. Diss. Landw. Fakultät Gießen 1955.
- Der Nährstoffumsatz in Boden und Pflanze aufgrund von Lysimeterversuchen. Verlag Paul Parey, Berlin und Hamburg 1974 = Fortschritte im Acker- und Pflanzenbau H. 3.
- Arzneipflanzenforschung für die Landwirtschaft. In: Gießener Universitätsblätter Jg. 19, 1986, H. 2, S. 29–39.